# Rabe (cratera)
Rabe é uma cratera de impacto no quadrângulo de Noachis, em Marte. Ela se localiza a 43.9º latitude sul e 325.1° longitude oeste, possui 168.2 km de diâmetro e recebeu este nome em honra a Wilhelm F. Rabe (1893-1958), um astrônomo alemão.